# Torneio de xadrez de Viena de 1908
O Torneio de xadrez de Viena de 1908 (Internationales Schachturnier Wien 1908) foi uma competição de xadrez disputada na cidade de Viena de 23 de março a 17 de abril em comemoração ao sexagésimo aniversário da ascensão do Kaiser Francisco José I da Áustria ao trono do Império Austro-Húngaro. Vinte jogadores participaram do evento que foi realizado no Wiener Schach-Club.

## Tabela de resultados[1]
| #     | Jogador                | 1 | 2 | 3 | 4 | 5 | 6 | 7 | 8 | 9 | 10 | 11 | 12 | 13 | 14 | 15 | 16 | 17 | 18 | 19 | 20 | Total |
| ----- | ---------------------- | - | - | - | - | - | - | - | - | - | -- | -- | -- | -- | -- | -- | -- | -- | -- | -- | -- | ----- |
| 1-3   | Géza Maróczy           | x | ½ | 1 | ½ | ½ | ½ | ½ | 1 | ½ | 1  | ½  | 1  | 1  | 1  | 0  | 1  | 1  | 1  | ½  | 1  | 14.0  |
| 1-3   | Carl Schlechter        | ½ | x | ½ | ½ | ½ | ½ | ½ | 1 | 1 | ½  | 1  | 1  | ½  | 1  | 1  | 1  | ½  | 1  | ½  | 1  | 14.0  |
| 1-3   | Oldřich Duras          | 0 | ½ | x | 0 | ½ | ½ | 1 | ½ | 1 | ½  | 1  | 1  | 1  | 1  | 1  | 1  | 1  | 1  | 1  | ½  | 14.0  |
| 4     | Akiba Rubinstein       | ½ | ½ | 1 | x | ½ | 1 | ½ | 1 | 0 | 0  | 0  | 1  | 1  | 1  | ½  | ½  | 1  | 1  | 1  | 1  | 13.0  |
| 5     | Richard Teichmann      | ½ | ½ | ½ | ½ | x | ½ | ½ | ½ | ½ | 0  | 1  | ½  | ½  | 1  | ½  | 1  | 1  | ½  | 1  | 1  | 12.0  |
| 6     | Rudolf Spielmann       | ½ | ½ | ½ | 0 | ½ | x | 1 | ½ | ½ | ½  | 1  | 1  | 0  | 0  | ½  | 1  | ½  | 1  | 1  | 1  | 11.5  |
| 7-8   | Julius Perlis          | ½ | ½ | 0 | ½ | ½ | 0 | x | 0 | ½ | 1  | 1  | 0  | 1  | ½  | ½  | 1  | 1  | ½  | 1  | 1  | 11.0  |
| 7-8   | Savielly Tartakower    | 0 | 0 | ½ | 0 | ½ | ½ | 1 | x | ½ | ½  | 1  | 1  | 0  | 1  | 1  | ½  | ½  | ½  | 1  | 1  | 11.0  |
| 9-11  | Paul Saladin Leonhardt | ½ | 0 | 0 | 1 | ½ | ½ | ½ | ½ | x | 1  | ½  | 0  | ½  | 1  | ½  | ½  | 1  | 1  | 0  | ½  | 10.0  |
| 9-11  | Jacques Mieses         | 0 | ½ | ½ | 1 | 1 | ½ | 0 | ½ | 0 | x  | 0  | 0  | 1  | 1  | 1  | ½  | ½  | 1  | 0  | 1  | 10.0  |
| 9-11  | Frank Marshall         | ½ | 0 | 0 | 1 | 0 | 0 | 0 | 0 | ½ | 1  | x  | ½  | 1  | 0  | ½  | 1  | 1  | 1  | 1  | 1  | 10.0  |
| 12    | Rudolf Swiderski       | 0 | 0 | 0 | 0 | ½ | 0 | 1 | 0 | 1 | 1  | ½  | x  | 1  | 0  | 1  | 0  | ½  | 1  | 1  | 1  | 9.5   |
| 13    | Gersz Salwe            | 0 | ½ | 0 | 0 | ½ | 1 | 0 | 1 | ½ | 0  | 0  | 0  | x  | ½  | ½  | ½  | ½  | 1  | 1  | 1  | 8.5   |
| 14    | Paul Johner            | 0 | 0 | 0 | 0 | 0 | 1 | ½ | 0 | 0 | 0  | 1  | 1  | ½  | x  | 1  | ½  | 0  | 0  | 1  | 1  | 7.5   |
| 15    | Johann Berger          | 1 | 0 | 0 | ½ | ½ | ½ | ½ | 0 | ½ | 0  | ½  | 0  | ½  | 0  | x  | 0  | ½  | 0  | 1  | 1  | 7.0   |
| 16-18 | Hugo Süchting          | 0 | 0 | 0 | ½ | 0 | 0 | 0 | ½ | ½ | ½  | 0  | 1  | ½  | ½  | 1  | x  | ½  | 0  | ½  | ½  | 6.5   |
| 16-18 | Curt von Bardeleben    | 0 | ½ | 0 | 0 | 0 | ½ | 0 | ½ | 0 | ½  | 0  | ½  | ½  | 1  | ½  | ½  | x  | 0  | ½  | 1  | 6.5   |
| 16-18 | Semyon Alapin          | 0 | 0 | 0 | 0 | ½ | 0 | ½ | ½ | 0 | 0  | 0  | 0  | 0  | 1  | 1  | 1  | 1  | x  | 0  | 1  | 6.5   |
| 19    | Erich Cohn             | ½ | ½ | 0 | 0 | 0 | 0 | 0 | 0 | 1 | 1  | 0  | 0  | 0  | 0  | 0  | ½  | ½  | 1  | x  | 1  | 6.0   |
| 20    | Richard Réti           | 0 | 0 | ½ | 0 | 0 | 0 | 0 | 0 | ½ | 0  | 0  | 0  | 0  | 0  | 0  | ½  | 0  | 0  | 0  | x  | 1.5   |